# 呉鶴齢
呉 鶴齢（ご かくれい）は、中華民国の政治家。モンゴル族。モンゴル名は、ウネンバヤン（ᠦᠨᠡᠨᠪᠠᠶᠠᠷ、転写：Ünenbayal）。字は梅軒。

## 事跡

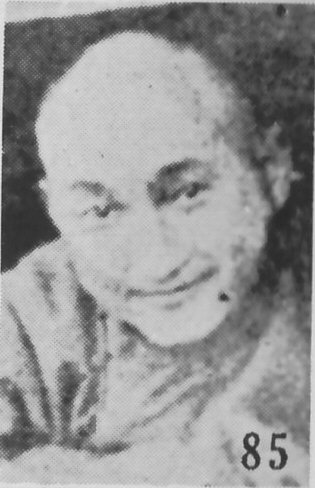
呉鶴齢別影（『最新支那要人伝』1941年）

熱河承徳師範を経て、1917年（民国6年）、北京政法大学を卒業した。その翌年には北京大学に入学した。その一方で北京政府内務部に勤務し、ホルチン（科爾沁）右旗王グンサンノルブ（貢桑諾爾布）の蒙蔵事務処での職務も補佐した。さらに、北京高等師範学校でも勤務し、北京基督教青年会副総幹事もつとめている。1926年（民国15年）、北京大学を卒業し、まもなく中国国民党に加入した。
1929年（民国18年）4月、蒙旗駐北平弁事処主任兼国民政府蒙蔵委員会参事となる。翌年1月、蒙蔵委員会蒙事処処長に異動した（1932年6月より参事に戻る）。1934年（民国23年）3月、蒙古地方自治政務委員会委員兼蒙蔵委員会委員に任命される。9月、蒙古地方自治政務委員会参事庁参事長に任ぜられた。
1936年（民国25年）5月、ユンデン・ワンチュク（雲王）、デムチュクドンロブ（徳王）らが蒙古軍政府を樹立すると、呉鶴齢もこれに参加する。参議部部長兼総裁幇弁に任命され、総裁のデムチュクドンロブを補佐した。また、蒙古生計会会長にも任ぜられている。翌年10月、蒙古聯盟自治政府参議会議長に任命された。
1939年（民国28年）9月、蒙古聯合自治政府（蒙疆聯合自治政府）参議会参議となる。翌年、李守信の後任として議長に昇格した。1941年（民国30年）春には、蒙古自治邦政府政務院院長に任ぜられている。その後、蒙古留日予備学校校長もつとめた。
日本敗北後は、国民政府に復帰し、軍事委員会蒙古宣動団主任に任命されている。1949年（民国38年）、西モンゴル自治運動に参加したが、後に台湾へ逃れた。
1980年、死去。享年85。